# Länsväg AC 538

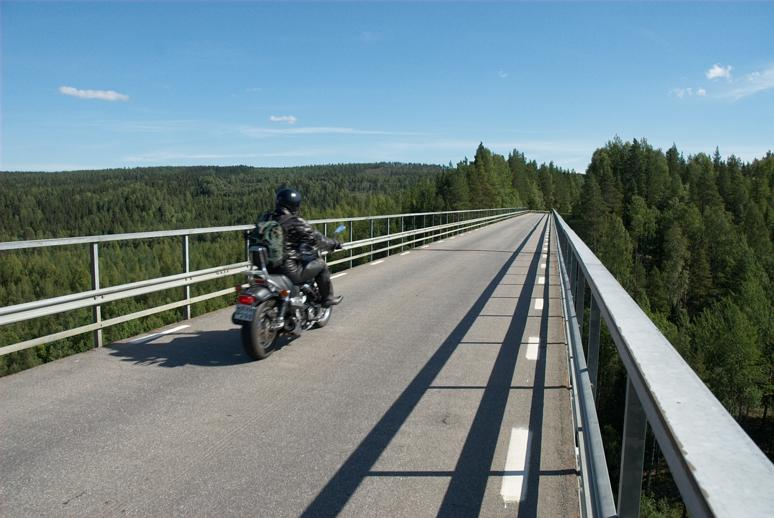
Vägen passerar bland annat Tallbergsbron.

Länsväg AC 536 är en övrig länsväg i Nordmalings kommun, Västerbottens län som går mellan Hörnsjö, via Högbränna och Tallberg till Nyåker. Vägen passerar över Tallbergsbron. 
Vägen ansluter till:
- Länsväg AC 539 (vid Hörnsjö)
- Länsväg AC 517 (vid Högbränna)
- Länsväg 353 (vid Nyåker)